# Betty y George Coumbias
Betty y George Coumbias fueron un matrimonio canadiense que intentó convertirse en el primero en completar suicidios simultáneos con una autorización legal. 
El caso puede verse en el documental de John Zaritsky "The Suicide Tourist" de 2007. Aunque el suicidio asistido era ilegal en Canadá, esperaban terminar sus vidas con la aprobación del gobierno de Suiza.
La solicitud de la pareja era prácticamente insólita ya que, mientras que George Coumbias padece una enfermedad cardíaca, Betty Coumbias tenía un buen estado de salud.
Ludwig Minelli, director del grupo suizo de suicidios asistidos Dignitas, solicitó al gobierno del cantón de Zúrich otorgar a los médicos la autorización para emitir recetas para medicamentos letales a personas sanas con el consejo de su organización, para facilitar el pacto suicida de la pareja.
No lo consiguieron y en 2009, Betty Coumbias desarrolló cáncer y murió mientras que George continuó viviendo con su enfermedad cardíaca hasta su fallecimiento en 2016.